# Mieczysław Nowak

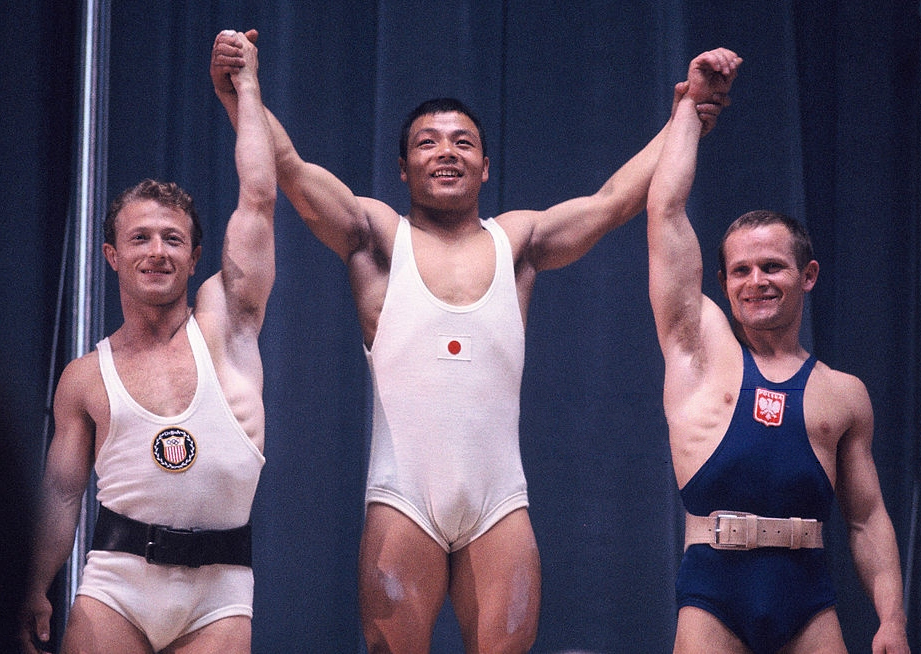
Mieczysław Nowak (rechts) bei den Olympischen Spielen 1964

Mieczysław Nowak (* 22. Dezember 1936 in Chomęcice; † 17. Mai 2006 in Nowy Dwór Gdański) war ein polnischer Gewichtheber.

## Werdegang
Nowak betrieb als junger Mann verschiedene Sportarten, vor allem Boxen. Er war nur 1,60 m groß und wog auch als Erwachsener nur ca. 60 kg. Als Gewichtheber gehörte er den Vereinen LZS Wołów, Śląsk Wrocław und Floty Gdynia (1955 bis 1972) an. Das erste systematische Training im Gewichtheben begann in Danzig bei Trainer Aleksander Machowski. Später, in der Nationalmannschaft, waren August Dziedzic und Klemens Roguski für ihn verantwortlich. Nowak startete bei drei Olympischen Spielen und gewann 1964 in Tokio eine Bronzemedaille im Federgewicht. Er wurde dreimal Europameister im olympischen Dreikampf. Sein Weltmeistertitel der Weltmeisterschaften 1970 wurde ihm allerdings wegen Dopings aberkannt. Pech für ihn war, dass in den ersten Jahren seiner internationalen Laufbahn der Japaner Yoshinobu Miyake in seiner Gewichtsklasse startete, der damals unschlagbar war. Die polnische Meisterschaft gewann Nowak viermal, wobei zu berücksichtigen ist, dass er zu seiner Zeit in seiner Gewichtsklasse auch in Polen eine außerordentlich starke Konkurrenz hatte. Jan Wojnowski, Rudolf Kozłowski, Henryk Trebicki, Kazimierz Czarnecki und Szymon Czyż waren alle ebenfalls Weltklasse-Gewichtheber.
Nach Beendigung seiner aktiven Zeit wurde er Trainer in Danzig.

## Internationale Erfolge/Mehrkampf
| Jahr | Platz  | Wettbewerb                       | Art | Gewichtskl. | Ergebnis |
| 1964 | Bronze | OS in Tokio                      | OD  | Feder       | mit 377,5 kg, hinter Yoshinobu Miyake, Japan, 397,5 kg und Isaac Berger, USA, 382,5 kg                                                 |
| 1965 | 1.     | EM in Sofia                      | OD  | Feder       | mit 365 kg, vor Rudolf Kozłowski, Polen, 357,5 kg und Petkov, Bulgarien, 340 kg                                                        |
| 1965 | 2.     | WM in Teheran                    | OD  | Feder       | mit 375 kg, hinter Yoshinobu Miyake, 385 kg und vor Kozlowski, 360 kg                                                                  |
| 1966 | 2.     | WM + EM (1. Platz) in Ost-Berlin | OD  | Feder       | mit 382,5 kg, hinter Yoshinobu Miyake, 387,5 kg und vor Yoshiyuki Miyake, 370 kg                                                       |
| 1968 | 1.     | EM in Leningrad                  | OD  | Feder       | mit 380 kg, vor Dito Schanidse, UdSSR, 367,5 kg und Kozłowski, 360 kg                                                                  |
| 1968 | 5.     | OS in Mexiko-Stadt               | OD  | Feder       | mit 375 kg, hinter Yoshinobu Miyake, 392,5 kg, Dito Schanidse, 387,5 kg, Yoshiyuki Miyake, 385 kg und Jan Wojnowski, Polen, 382,5 kg   |
| 1969 | 3.     | Großer Preis der UdSSR in Kiew   | OD  | Feder       | mit 357,5 kg, hinter Dito Schanidse, 385 kg und Karimow, UdSSR, 375 kg                                                                 |
| 1969 | 5.     | WM + EM (4. Platz) in Warschau   | OD  | Feder       | mit 372,5 kg, hinter Yoshiyuki Miyake, 385 kg, Mladen Kutschew, Bulgarien, 385 kg, Schanidse, 380 kg und János Benedek, Ungarn, 380 kg |
| 1970 | 2.     | EM in Szombathely                | OD  | Bantam      | mit 362,5 kg, hinter Imre Földi, Ungarn, 372,5 kg und vor Walter Szołtysek, Polen, 352,5 kg                                            |
| 1971 | unpl.  | WM in Lima                       | OD  | Feder       | nach drei Fehlversuchen im Drücken |
| 1972 | 3.     | EM in Constanța                  | OD  | Feder       | mit 375 kg, hinter Dito Schanidse, 395 kg und Norair Nurikjan, Bulgarien, 387,5 kg                                                     |
| 1972 | 7.     | OS in München                    | OD  | Feder       | mit 375 kg, Sieger: Norair Nurikjan, 402,5 kg vor Dito Schanidse, 400 kg                                                               |

## Medaillen Einzeldisziplinen
(werden seit 1969 vergeben)
- EM-Goldmedaillen: 1970, Reißen, Ba - 1970, Stoßen, Ba
- EM-Bronzemedaillen: 1969, Stoßen, Fe - 1972, Stoßen, Fe

## Polnische Meisterschaften
- 1960, 3. Platz, Ba, mit 260 kg,
- 1961, 3. Platz, Ba, mit 267,5 kg,
- 1962, 2. Platz, Ba, mit 292,5 kg,
- 1963, 2. Platz, Fe, mit 335 kg,
- 1964, 2. Platz, Fe, mit 357,5 kg,
- 1965, 1. Platz, Fe, mit 370 kg,
- 1966, 1. Platz, Fe, mit 367,5 kg,
- 1967, 1. Platz, Fe, mit 377,5 kg,
- 1970, 1. Platz, Fe, mit 375 kg,
- 1972, 2. Platz, Fe, mit 377,5 kg

## Polnische Rekorde
Nowak stellte in seiner Laufbahn insgesamt 13 polnische Rekorde auf.